# 440

## Починали
- 17 февруари – Месроб Машдоц, арменски учен
- 18 август – Сикст III, римски папа